# Fenothrin
Fenothrin (též nazývaný sumithrin; systematický název (3-fenoxyfenyl)methyl 2,2-dimethyl-3-(2-methylprop-1-enyl)cyklopropan-1-karboxylát) je syntetický pyrethroid používaný pro hubení dospělých blech a klíšťat. Používá se také proti vši vlasové u lidí. D-fenothrin je složkou některých domácích aerosolových insekticidů. Často se používá společně s methoprenem, regulátor růstu hmyzu, který narušuje biologický životní cyklus ničením vajíček.
V roce 2005 EPA zrušila na žádost výrobce, Hartz Mountain Industries, povolení používat fenothrin v několika produktech proti blechám a klíšťatům. Výrobky byly spojovány s širokou škálou nežádoucích účinků, například ztrátou vlasů, sliněním, tremorem a mnohými úhyny koček a koťat. Dohoda požadovala přidat v krátké době na výrobky nová varování.
K 31. březnu 2006 byl ukončen prodej a distribuce výrobků pro kočky. Netýká se to ovšem produktů pro psy a výrobce pokračuje v používání fenothrinu v těchto výrobcích.